# Luigi Fiocchi
Luigi Fiocchi es un deportista italiano que compitió en judo. Ganó una medalla de bronce en el Campeonato Europeo de Judo de 1961, en la categoría de –68 kg.

## Palmarés internacional
| Campeonato Europeo | Campeonato Europeo | Campeonato Europeo | Campeonato Europeo |
| Año                | Lugar              | Medalla            | Categoría          |
| ------------------ | ------------------ | ------------------ | ------------------ |
| 1961               | Milán (Italia)     | Medalla de bronce  | –68 kg             |